# Jota Quest
Jota Quest è un gruppo musicale brasiliano, che ha inciso album sul solco della MPB e del pop rock, vendendo oltre 4.000.000 di copie di dischi nel mondo

## Storia
La band è stata fondata nel 1993 a Belo Horizonte, Minas Gerais. Comprende ancora adesso tutti i membri fondatori: Rogério Flausino (voce), Marco Túlio Lara (chitarra), Márcio Buzelin (tastiere), PJ (basso) e Paulinho Fonseca (batteria); un sesto membro, Renato Tommaso, anch'egli bassista, è morto nel 2024. 
La formazione è stata influenzata in buona parte dal Clube da Esquina: non per nulla ha intrapreso collaborazioni con Milton Nascimento.
Dopo una lunga gavetta nei locali, il gruppo ha firmato un contratto la Sony Music. Il primo CD ufficiale è stato pubblicato nell'agosto 1996. In esso sono stati inseriti i singoli Encontrar Alguém e As Dores do Mundo, cover del fortunato brano inciso da Hyldon negli anni '70. La band ha quindi realizzato il primo tour, nel quale i membri si sono presentati sul palco indossando parrucche del "black power". Nonostante il successo, ci è voluto ancora del tempo prima che arrivassero in televisione: ciò è infatti accaduto l'anno dopo nel programma Xuxa Hits.
Col secondo album De Volta ao Planeta, il gruppo ha lasciato il segno grazie alla canzone De Volta ao Planeta, in cui versi di scimmie fanno sottofondo al ritornello. Ne è seguito un tour, rimasto celebre per essere stato il primo evento musicale live brasiliano realizzato in collaborazione con Greenpeace.
La band ha poi inciso il suo terzo album Oxigênio, certificato disco di platino. Sponsorizzato dalla più grande campagna di marketing della Coca-Cola in America Latina, questo lavoro musicale è stato stroncato dalla critica, che l'ha definito un miscuglio.
Con Discotecagem Pop Variada, quarto album, il gruppo si è affermato anche a livello internazionale. A esso ha fatto seguito il CD/DVD MTV ao Vivo: Jota Quest alla Praça do Papa, a Belo Horizonte, trasmesso da MTV Brasil, primo disco dal vivo del gruppo.
La band ha dato il suo contributo alla colonna sonora del film Spider-Man 2, nella sua versione come cartone animato.
Il gruppo ha preso parte a un Rock a Rio Lisboa, condividendo il palco con Carlos Santana e Roger Waters.
Dopo quattro anni di silenzio, il gruppo ha registrato l'album Até Onde Vai, che è arrivato nei negozi nell'ottobre 2005 e da allora rimane tra i CD più venduti del paese. In esso si trova versione una cover di Além do Horizonte di Roberto Carlos Braga.
Nel 2008, la band ha pubblicato l'album La Plata, accolto molto bene dalla critica.
Nella seconda metà del 2010, i Jota Quest hanno lanciato il loro primo album in spagnolo, intitolato Dias Mejores. L'album è stato pubblicato dapprima in Argentina.
Nel marzo 2011, i Jota Quest hanno annunciato un tour per festeggiare i primi 15 anni di carriera. Esso è culminato con "J15 - 15 Anos na Moral", un evento speciale della durata di cinque ore, nel quale sono stati anche presentati tre nuovi brani. Il tutto è stato raccolto nell'album Quinze, che ha ricevuto un Latin Grammy.

## Membri

### Membri attuali
- Rogério Flausino: voce
- Marco Túlio Lara: chitarra
- Márcio Buzelin: tastiere
- PJ: basso
- Paulinho Fonseca: batteria

### Ex membri
- Renato Tommaso: basso